# 南布蘭奇鎮區 (內布拉斯加州南斯縣)
南布蘭奇鎮區（英語：South Branch Township）是位於美國內布拉斯加州南斯縣的一個行政鎮區。

## 地方資料
南布蘭奇鎮區的面積為92.55平方千米，當中陸地面積為92.49平方千米，而水域面積為0.06平方千米。根據2020年美國人口普查的數據，當地共有人口34人，而人口密度為每平方千米0.37人。